# Spergula calva
Spergula calva är en nejlikväxtart som beskrevs av T.M. Pedersen. Spergula calva ingår i släktet spärglar, och familjen nejlikväxter. Inga underarter finns listade i Catalogue of Life.